# Campeonato Europeo de Curling Femenino de 2021
El XLVII Campeonato Europeo de Curling Femenino se celebró en Lillehammer (Noruega) entre el 20 y el 27 de noviembre de 2021 bajo la organización de la Federación Mundial de Curling (WCF) y la Federación Noruega de Curling.
Las competiciones se realizaron en la Håkons Hall de la ciudad noruega.

## Tabla de posiciones
| Pos | Equipo          | G | P | G–P |
| --- | --------------- | - | - | --- |
| 1   | Escocia         | 8 | 1 | –   |
| 2   | Rusia           | 7 | 2 | 1–0 |
| 3   | Suecia          | 7 | 2 | 0–1 |
| 4   | Alemania        | 6 | 3 | 1–0 |
| 5   | Suiza           | 6 | 3 | 0–1 |
| 6   | Italia          | 4 | 5 | –   |
| 7   | Turquía         | 3 | 6 | –   |
| 8   | Dinamarca       | 2 | 7 | 1–0 |
| 9   | República Checa | 2 | 7 | 0–1 |
| 10  | Estonia         | 0 | 9 | –   |

## Cuadro final
|  | Semifinales | Semifinales |   |          | Final        | Final |  |
|  |             |             |   |          |              |       |  |
|  |             |             |   |          |              |       |  |
|  | Escocia     | 7           |   |          |              |       |  |
|  | Alemania    | 4           |   |          |              |       |  |
|  |             |             |   |          |              |       |  |
|  |             |             |   |          |              |       |  |
|  |             |             |   |          | Escocia      | 7     |  |
|  |             | Suecia      | 4 |          |              |       |  |
|  |             |             |   |          |              |       |  |
|  |             |             |   |          |              |       |  |
|  |             |             |   |          | Tercer lugar |       |  |
|  |             |             |   |          |              |       |  |
|  | Rusia       | 4           |   | Alemania | 9            |       |  |
|  | Suecia      | 5           |   |          | Rusia        | 6     |  |

## Medallistas
| Evento | Oro                                                                        | Plata                                                                                         | Bronce                                                                                      |
| ------ | -------------------------------------------------------------------------- | --------------------------------------------------------------------------------------------- | ------------------------------------------------------------------------------------------- |
| Equipo | Escocia Eve Muirhead Victoria Wright Jennifer Dodds Hailey Duff Mili Smith | Suecia · Anna Hasselborg · Sara McManus · Agnes Knochenhauer · Sofia Mabergs · Johanna Heldin | Alemania · Daniela Jentsch · Emira Abbes · Mia Höhne · Analena Jentsch · Klara-Hermine Fomm |